# Episodi di Nurse Jackie - Terapia d'urto (seconda stagione)
La seconda stagione della serie televisiva Nurse Jackie - Terapia d'urto è stata trasmessa in prima visione negli Stati Uniti d'America da Showtime dal 22 marzo al 7 giugno 2010.
In Italia è stata trasmessa in prima visione da Sky Uno dal 7 marzo all'11 aprile 2011.
| nº | Titolo originale    | Titolo italiano             | Prima TV USA   | Prima TV Italia |
| -- | ------------------- | --------------------------- | -------------- | --------------- |
| 1  | Comfort Food        | Cibo per il cuore           | 22 marzo 2010  | 7 marzo 2011    |
| 2  | Twitter             | Twitter                     | 29 marzo 2010  | 7 marzo 2011    |
| 3  | Candyland           | Spiacevoli compagnie        | 5 aprile 2010  | 14 marzo 2011   |
| 4  | Apple Bong          | Bong alla mela              | 12 aprile 2010 | 14 marzo 2011   |
| 5  | Caregiver           | Un testimonial d'eccezione  | 19 aprile 2010 | 21 marzo 2011   |
| 6  | Bleeding            | Una freccia nel polmone     | 26 aprile 2010 | 21 marzo 2011   |
| 7  | Silly String        | Ménage à trois              | 3 maggio 2010  | 28 marzo 2011   |
| 8  | Monkey Bits         | Una pallottola nel cervello | 10 maggio 2010 | 28 marzo 2011   |
| 9  | P.O. Box            | Una moglie di troppo        | 17 maggio 2010 | 4 aprile 2011   |
| 10 | Sleeping Dogs       | Fiducia tradita             | 24 maggio 2010 | 4 aprile 2011   |
| 11 | What the Day Brings | Un brutto weekend           | 31 maggio 2010 | 11 aprile 2011  |
| 12 | Years of Service    | Giù la maschera             | 7 giugno 2010  | 11 aprile 2011  |

## Cibo per il cuore
- Titolo originale: Comfort Food
- Diretto da: Paul Feig
- Scritto da: Linda Wallem, Liz Brixius

### Trama
Dopo la rottura con Eddie, Jackie tenta di riallacciare i rapporti con la sua famiglia. Tuttavia, in ospedale, Jackie si trova a dover affrontare imprevisti che la mettono a dura prova: Cooper, infastidito dal comportamento insubordinato e dai modi bruschi dell'infermiera, presenta un reclamo formale contro di lei, Eddie viene trasportato d'urgenza in ospedale per un'overdose di Alprazolam, i controlli sempre più rigidi sul distributore di farmaci le rendono difficile procurarsi sostanze stupefacenti. Nel frattempo Jackie apprende il nuovo infermiere, assunto per sostituire Mo-Mo, è Sam, un giovane che aveva precedentemente lavorato in prova nell'ospedale con lei e che aveva cacciato perché si drogava, e che Thor ha il diabete e la malattia sta avendo effetti negativi sul suo corpo e conseguentemente sul suo lavoro.

## Twitter
- Titolo originale: Twitter
- Diretto da: Paul Feig
- Scritto da: Mark Hudis

### Trama
All'ospedale Jackie non rispetta la burocrazia per accelerare la diagnosi di un ragazzo, irritando il dottor Cooper, il quale inizia a scrivere di continuo su Twitter, come metodo per sfogarsi. In lutto per la morte di sua madre, O'Hara si presenta al lavoro dopo una notte sfrenata, e Jackie la copre mentre lei smaltisce l'effetto dell'Ecstasy. Nel frattempo Eddie si reca nuovamente al bar di Kevin e continua la sua amicizia con il marito di Jackie.

## Spiacevoli compagnie
- Titolo originale: Candyland
- Diretto da: Alan Taylor
- Scritto da: Rick Cleveland

### Trama
Cooper compare nella lista dei migliori 25 dottori di Manhattan stilata dal New York Magazine, fatto che gli dà un motivo per gongolare e vantarsi con gran parte del personale ospedaliero. Intanto Jackie affronta nuove sfide in casa e al lavoro, con l'ansia crescente per il comportamento di Grace e con un'assunzione di droghe sempre più cospicua. Tornata a casa, Jackie trova suo marito assieme a Eddie, il quale fa finta di non conoscerla e si presenta come un amico di Kevin.

## Bong alla mela
- Titolo originale: Apple Bong
- Diretto da: Alan Taylor
- Scritto da: Christine Zander

### Trama
Jackie è turbata per l'intrusione di Eddie nella sua famiglia, e va da lui per farglielo sapere e farlo desistere. In ospedale, consiglia ad un malato di cancro che non risponde alla chemioterapia un rimedio alternativo a base di marijuana, facendo irritare Cooper che non tollera che gli infermieri suggeriscano ai pazienti di usare sostanze illegali. Dopo che Cooper rimette il paziente rilasciandogli una ricetta per un farmaco antiemetico, Jackie gli fornisce di nascosto della marijuana, facendogliela inizialmente fumare in un bong ricavato da una mela e successivamente mettendola in biscotti; il paziente migliora considerevolmente. Intanto la dottoressa O'Hara copre Zoey, dopo che quest'ultima è venuta meno alle regole per salvare la vita ad un bambino, e copula con il nuovo infermiere, Sam. Infine Kevin telefona a Jackie per rimandare la serata con la moglie, per poter andare con l'amico Eddie ad una partita di baseball.
- Guest star: Patrick Breen (Martin)

## Un testimonial d'eccezione
- Titolo originale: Caregiver
- Diretto da: Adam Bernstein
- Scritto da: Liz Brixius

### Trama
L'iniziale dura presa di posizione di Jackie nei confronti di Eddie si ammorbidisce dopo che lei ha una discussione col marito Kevin. All'ospedale, l'amministratrice ha assunto una guardia di sicurezza per controllare il distributore di farmaci e fa un accordo con Cooper affinché quest'ultimo diventi il volto pubblico dell'All Saints per una campagna pubblicitaria. Intanto Jackie viene a conoscenza di maggiori dettagli sulla famosa fidanzata di O'Hara e di una possibile gravidanza di Zoey.
- Guest star: Julia Ormond (Sarah Khouri)

## Una freccia nel polmone
- Titolo originale: Bleeding
- Diretto da: Adam Bernstein
- Scritto da: Nancy Fichman, Jennifer Hoppe-House

### Trama
Infelice per l'amicizia tra Eddie e Kevin, Jackie chiede a Eddie di smettere di passare del tempo con il marito. Intanto all'ospedale l'infermiera riesce a procurarsi la droga per mezzo di campioni offerti da un'azienda farmaceutica. Nel frattempo Zoey scopre di non essere realmente incinta. Nonostante la sua richiesta, nella serata Jackie si ritrova ad assistere ad una partita a ping pong tra Kevin ed Eddie, il quale a quattr'occhi la minaccia di raccontare tutto al marito se lei gli mentirà nuovamente. 

## Ménage à trois
- Titolo originale: Silly String
- Diretto da: Paul Feig
- Scritto da: Liz Flahive

### Trama
La maggior donatrice dell'ospedale, paziente all'All Saints, rimane offesa dal comportamento di Coop e a causa di ciò annuncia di interrompere definitivamente le proprie donazioni. Nonostante ciò, poco dopo muore e l'amministratrice dell'ospedale si mette d'accordo con gli infermieri per fingere che il suo ultimo desiderio fosse una donazione di un milione di dollari al pronto soccorso. Nel frattempo Jackie si accorge del comportamento ondivago dell'amante di O'Hara e, una volta tornata a casa, ha una lite con il marito, che l'accusa di essere poco presente in famiglia ed eccessivamente ossessionata dal suo lavoro, cosa che secondo lui è la causa delle ansie della loro figlia Grace.
- Guest star: Barbara Barrie (Libby Sussman)

## Una pallottola nel cervello
- Titolo originale: Monkey Bits
- Diretto da: Paul Feig
- Scritto da: Liz Flahive

### Trama
Coop organizza un appuntamento tra la sua amica Georgia ed Eddie. Quest'ultimo la porta al bar di Kevin, mettendo in difficoltà Jackie quando, dopo che Eddie spiega come si è conosciuto con la ragazza, il marito si ricorda vagamente di un Cooper che lavora all'All Saints. Grace frequenta la sua prima seduta con una psichiatra. Intanto all'ospedale, un uomo si rifiuta con determinazione di lasciare il pronto soccorso finché non potrà dire addio al suo marito morente, nei tempi da lui decisi.
- Guest star: Harvey Fierstein (John Decker)

## Una moglie di troppo
- Titolo originale: P.O. Box
- Diretto da: Paul Feig
- Scritto da: Mark Hudis

### Trama
Kevin, insistendo, fa promettere a Jackie che non accetterà i soldi offerti da O'Hara per pagare la scuola alle figlie. Al fine di usare in segreto una propria carta di credito, Jackie mantiene una casella postale per le fatture. Nel frattempo, l'amministratrice Akalitus invita Eddie a tornare come farmacista dell'ospedale, dopo aver notato che il distributore automatico, con le spese della manutenzione e il resto, viene a costare di più all'ospedale. Sempre in ospedale, Jackie mente ad O'Hara dicendole che il marito ha accettato che lei crei un fondo scolastico per le figlie. A casa, Jackie si rende conto della gravità della condizione di Grace, dopo che la figlia inizia a strapparsi i capelli.

## Fiducia tradita
- Titolo originale: Sleeping Dogs
- Diretto da: Paul Feig
- Scritto da: Liz Brixius

### Trama
Al fine di ottenere una prescrizione falsa, Jackie falsifica una risonanza magnetica e la mostra ad O'Hara, ingannando l'amica. Nel frattempo, in ospedale, Eddie è tornato a capo della farmacia. Il termine della campagna pubblicitaria ha effetti negativi sulla vita sociale del dottor Cooper, che tenta in tutti i modi di trovare un amico con cui uscire. Riesce infine a mettersi d'accordo con Sam, passando la serata insieme a lui, alla sua fidanzata e i suoi amici. Intanto, mentre Jackie si trova in strada, si imbatte di un uomo in preda ad un attacco epilettico e poco prima di lasciarlo ad un'ambulanza, nota che le tasche dell'epilettico sono piene di buste di ossicodone, che prontamente fa proprie. All'ospedale, O'Hara, chiedendo spiegazioni ad altri medici, si accorge di essere stata ingannata da Jackie, e sente tradita la propria fiducia.

## Un brutto weekend
- Titolo originale: What the Day Brings
- Diretto da: Paul Feig
- Scritto da: Rick Cleveland

### Trama
Cooper, dopo la serata passata con Sam, va a letto con la fidanzata di quest'ultimo. Jackie, per sottrarsi alle domande di O'Hara relative alla sua falsa risonanza e all'incontro con l'uomo a cui aveva rubato l'ossicodone, che è venuta a cercarla in ospedale, stacca presto dal lavoro facendosi coprire da Zoey e va a fare una gita col marito e le figlie. Ma, durante il viaggio, Jackie perde le sue pillole di ossicodone e, in crisi di astinenza, convince la sua famiglia a fare ritorno a casa. Durante il viaggio di ritorno, Kevin scopre che Jackie ha preso i soldi offerti da O'Hara, venendo meno alla promessa fattagli, e per questo motivo si incollerisce, ma pensa comunque che il denaro sia per l'istruzione delle figlie.

## Giù la maschera
- Titolo originale: Years of Service
- Diretto da: Paul Feig
- Scritto da: Liz Brixius, Linda Wallem

### Trama
A casa, Jackie spiega a Kevin le proprie preoccupazioni e il motivo per cui ha accettato i soldi da O'Hara, riuscendo in qualche modo ad ottenere la comprensione del marito. Intanto, in ospedale, Sam scopre che Cooper è andato a letto con la sua ragazza, e si vendica sferrando un pugno in piena faccia al dottore. Dopo che Jackie è partita per andare al lavoro, Kevin nota nel mazzo di chiavi che lei si è scordata a casa una chiava strana. Questa lo porta a scoprire la casella postale segreta della moglie e, al suo interno, le fatture dei numerosi farmaci da lei acquistati. Nel frattempo all'All Saints Jackie copre Sam quando lo trova ubriaco nel bagno dell'ospedale, e successivamente viene minacciata dall'uomo al quale aveva sottratto l'ossicodone, ma viene soccorsa da Thor, che lo affronta fisicamente nel corridoio dell'ospedale. Kevin si incontra con O'Hara per raccontarle ciò che ha scoperto e per rivelarle di non aver mai accettato i soldi che lei aveva offerto. Tornata a casa, Jackie trova Kevin e O'Hara, che le rivelano quello che hanno scoperto e l'accusano di essere una drogata. Jackie li insulta e, senza parlare con loro, si chiude in bagno dove, pensando all'eventualità di andare in riabilitazione e presentarsi dicendo «Ciao. Mi chiamo Jackie e sono una tossicodipendente», subito scaccia l'idea con un «Fottetevi».